# About Time (álbum de Pennywise)
About Time es el tercer álbum de estudio de la banda californiana de punk Pennywise. El disco fue lanzado el 13 de junio de 1995 mediante Epitaph Records. About Time es el primer éxito y uno de los discos más importantes de la banda ya que el álbum incluía los exitosos sencillos "Peaceful Day", "Perfect People", "Every Single Day" y "Same Old Story", muy empleadas por la banda en sus conciertos. Otra razón es que el álbum fue el primero en la discografía de Pennywise en entrar en las listas del Billboard. También, el disco fue el último en el que participó Jason Thirsk, bajista original de la banda, antes de suicidarse el 29 de julio de 1996.
Fue, por tanto, el último trabajo en el que se vio a la formación clásica y fundadora de Pennywise.

## Listado de canciones
1. "Peaceful Day" – 2:52
2. "Waste of Time" – 2:18
3. "Perfect People" – 3:04
4. "Every Single Day" – 2:39
5. "Searching" – 2:55
6. "Not Far Away" – 2:52
7. "Freebase" – 2:41
8. "It's What You Do with It" – 2:25
9. "Try" – 2:32
10. "Same Old Story" – 2:42
11. "I Won't Have It" – 2:30
12. "Killing Time" – 2:37

## Créditos
- Byron McMackin - batería
- Fletcher Dragge - guitarra
- Jim Lindberg - cantante
- Jason Thirsk - bajo

- Jerry Finn - productor
- Brett Gurewitz - productor